# Barnard Hughes
Pour les articles homonymes, voir Hughes.
Barnard Hughes est un acteur américain, né le 16 juillet 1915 à Bedford Hills, dans l'État de New York, et mort le 11 juillet 2006 à l'hôpital presbytérien de New York.

## Filmographie
- 1954 : Playgirl : Durkin
- 1961 : The Million Dollar Incident (en) (TV) : Wallace
- 1961 : Les Blouses blanches (The Young Doctors) : Dr Kent O'Donnell
- 1952 : Les Vertiges de la passion ("The Guiding Light") (série télévisée) : Dr Bruce Banning #2 (1961-1966)
- 1964 : Hamlet : Marcellus / Priest
- 1966 : Dark Shadows (série télévisée) : Stuart Bronson (1966)
- 1967 : The Borgia Stick (en) (TV) : Doctor Helm
- 1954 : The Secret Storm (en) (série télévisée) : Wilfred Hollister #1 (1968-1969)
- 1969 : Macadam Cowboy (Midnight Cowboy) : Towny
- 1956 : As the World Turns (série télévisée) : M.. Barton (1969-1970)
- 1970 : Where's Poppa? (en) : Colonel Hendricks
- 1971 : Dr. Cook's Garden (TV) : Elias Hart
- 1971 : Cold Turkey : Dr Proctor
- 1971 : The Pursuit of Happiness : Judge Vogel
- 1971 : All the Way Home (TV) : Joel Lynch
- 1971 : L'Hôpital (The Hospital) : Edmund Drummond
- 1972 : Deadhead Miles (en) : Old Man
- 1972 : Look Homeward, Angel (en) (TV) : Dr McGuire
- 1972 : Rage : Dr Spencer (Public Health Service)
- 1973 : Much Ado About Nothing (TV) : Dogberry
- 1973 : Sœurs de sang (Sisters) : Arthur McLennen
- 1973 : Pueblo (TV) : Secretary of the Navy
- 1973 : The Holiday Treasure (TV)
- 1973 : The Borrowers (TV) : M.. Crampfurl
- 1974 : Another April (TV) : Marion Weston
- 1974 : A Memory of Two Mondays (en) (TV) : Jim
- 1975 : The Two Lives of Sean Doolittle (TV)
- 1975 : Doc (en) (série télévisée) : Joe Bogert (segment "Doc")
- 1975 : The UFO Incident (TV) : Dr Benjamin Simon
- 1975 : Guilty or Innocent: The Sam Sheppard Murder Case (en) (TV) : Attorney Philip J. Madden
- 1977 : Ransom for Alice! (TV) : Jess Halliday
- 1977 : Kill Me If You Can (TV) : Judge Fricke
- 1977 : Bon Dieu !  (Oh, God!), de Carl Reiner : Judge Baker
- 1977 : Tell Me My Name (TV) : Uncle Tyler
- 1978 : The World Beyond (en) (TV) : Andy Borchard
- 1978 : See How She Runs (TV) : John Matusak, Betty's Father
- 1979 : Sanctuary of Fear (TV) : Father Brown
- 1980 : Homeward Bound (TV) : Harry Seaton
- 1981 : First Monday in October, de Ronald Neame : Chief Justice Crawford
- 1981 : Monsieur Merlin ("M.. Merlin") (série télévisée) : Max Merlin
- 1982 : A Conflict of Interest (TV)
- 1982 : Tron : Dr Walter Gibbs / Dumont
- 1982 : Little Gloria... Happy at Last (en) (TV) : Justice John Francis Carew
- 1982 : Best Friends, de Norman Jewison : Tim McCullen
- 1983 : Le major parlait trop (A Caribbean Mystery) (TV) : M. Rafiel
- 1984 : The Sky's No Limit (TV) : Arthur Bennett
- 1985 : Les Aventures de Huckleberry Finn (Adventures of Huckleberry Finn) (TV) : The King
- 1985 : Maxie : Bishop Campbell
- 1986 : Under the Biltmore Clock (TV) : Ludlow Whitney
- 1986 : The Cavanaughs (en) (série télévisée) : Francis 'Pop' Cavanaugh
- 1986 : Where Are the Children? (en) : Jonathan Knowles
- 1987 : La Nuit de tous les courages (Night of Courage) (TV)
- 1987 : Génération perdue (The Lost Boys) : Grandpa
- 1987 : A Hobo's Christmas (en) (TV)
- 1988 : Da (en) : Da
- 1989 : Home Fires Burning (TV) : Jake Tibbetts
- 1989 : Day One (TV) : Secretary Stimpson
- 1989 : Guts and Glory: The Rise and Fall of Oliver North (TV) : CIA Director William Casey
- 1990 : The Incident (TV) : Doc Hansen
- 1991 : Doc Hollywood : Dr Aurelius Hogue
- 1991-1995 : Petite Fleur (Blossom) (série télévisée) : Buzz Richman
- 1993 : The Emperor's New Clothes : Treasurer
- 1993 : Miracle Child (en) (TV) : Judge
- 1993 : Sister Act, acte 2 (Sister Act 2: Back in the Habit) : Father Maurice
- 1994 : Trick of the Eye (TV) : Harry Pitt
- 1995 : Past the Bleachers (TV) : Ed Godfrey
- 1998 : Drôle de couple 2 : Beaumont
- 1999 : Broadway, 39ème rue (Cradle Will Rock) : Frank Marvel
- 2000 : The Fantasticks : Henry Albertson